# Letnie Mistrzostwa Świata Weteranów w Skokach Narciarskich 2006
Letnie Mistrzostwa Świata Weteranów w Skokach Narciarskich 2006 – pierwsza edycja letnich mistrzostw świata weteranów w skokach narciarskich, rozegrana w dniach 16 do 18 czerwca w Villach

## Medaliści
| Kategoria wiekowa              | Złoty medal         | Kraj     | Odl.           | Pkt   | Srebrny medal          | Kraj                   | Odl.                   | Pkt                    | Brązowy medal             | Kraj                      | Odl.                      | Pkt                       |
| ------------------------------ | ------------------- | -------- | -------------- | ----- | ---------------------- | ---------------------- | ---------------------- | ---------------------- | ------------------------- | ------------------------- | ------------------------- | ------------------------- |
| K-30                           |                     |          |                |       |                        |                        |                        |                        |                           |                           |                           |                           |
| Klasa 9 (70 – 74)              | Richard Diess       | Austria  | 23,0 m 25,0 m  | 180,1 | Wystartował 1 zawodnik | Wystartował 1 zawodnik | Wystartował 1 zawodnik | Wystartował 1 zawodnik | Wystartował 1 zawodnik    | Wystartował 1 zawodnik    | Wystartował 1 zawodnik    | Wystartował 1 zawodnik    |
| Klasa 7 (60 – 64)              | Jan Ringseth        | Norwegia | 26,0 m 25,5 m  | 189,3 | Anthony Mihelcic       | Australia              | 16,0 m 16,5 m          | 110,5                  | Wystartowało 2 zawodników | Wystartowało 2 zawodników | Wystartowało 2 zawodników | Wystartowało 2 zawodników |
| Klasa 6 (55 – 59)              | Sindre Helland      | Norwegia | 26,0 m 26,5 m  | 197,5 | Branko Bas             | Słowenia               | 25,0 m 25,5 m          | 137,6                  | Wystartowało 2 zawodników | Wystartowało 2 zawodników | Wystartowało 2 zawodników | Wystartowało 2 zawodników |
| Klasa 4 (45 – 49)              | Jurgen Stielov      | Niemcy   | 26,5 m 27,0 m  | 196,2 | Jerze Zupan            | Słowenia               | 26,5 m 26,5 m          | 190,6                  | Robert Frank              | Austria                   | 19,0 m 20,0 m             | 134,3                     |
| Klasa 3 (40 – 44)              | Martin Buttazoni    | Austria  | 24,0 m 25,5 m  | 181,9 | Axel Dorn              | Niemcy                 | 24,0 m 24,5 m          | 180,2                  | Wystartowało 2 zawodników | Wystartowało 2 zawodników | Wystartowało 2 zawodników | Wystartowało 2 zawodników |
| Klasa 2 (35 – 39)              | Freddy Lemmerer     | Austria  | 26,5 m 28,0 m  | 200,9 | Dieter Seebacher       | Austria                | 26,0 m 28,0 m          | 175,3                  | Wystartowało 2 zawodników | Wystartowało 2 zawodników | Wystartowało 2 zawodników | Wystartowało 2 zawodników |
| K-60                           |                     |          |                |       |                        |                        |                        |                        |                           |                           |                           |                           |
| Klasa 9 (70 – 74)              | Richard Diess       | Austria  | b.d., 43,5 m   | b.d.  | Wystartował 1 zawodnik | Wystartował 1 zawodnik | Wystartował 1 zawodnik | Wystartował 1 zawodnik | Wystartował 1 zawodnik    | Wystartował 1 zawodnik    | Wystartował 1 zawodnik    | Wystartował 1 zawodnik    |
| Klasa 7 (60 – 64)              | Jan Ringseth        | Norwegia | 42,5 m 43,0 m  | 119,2 | Wystartował 1 zawodnik | Wystartował 1 zawodnik | Wystartował 1 zawodnik | Wystartował 1 zawodnik | Wystartował 1 zawodnik    | Wystartował 1 zawodnik    | Wystartował 1 zawodnik    | Wystartował 1 zawodnik    |
| Klasa 6 (55 – 59)              | Sindre Helland      | Norwegia | 48,5 m 49,5 m  | 163,2 | Branko Bas             | Słowenia               | 42,0 m 46,0 m          | 122,7                  | Wystartowało 2 zawodników | Wystartowało 2 zawodników | Wystartowało 2 zawodników | Wystartowało 2 zawodników |
| Klasa 5 (50 – 54)              | Arne Jens Jorgensen | Norwegia | 53,0 m 55,0 m  | 183,2 | Torbjörn Haugen        | Norwegia               | 49,5 m 50,0 m          | 163,8                  | Dennis Kavli              | Norwegia                  | 50,0 m 48,0 m             | 157,2                     |
| Klasa 4 (45 – 49)              | Alfred Groyer       | Austria  | 61,0 m 63,0 m  | 215,6 | Torry Ringhilen        | Norwegia               | 46,0 m 46,0 m          | 142,8                  | Tom Sandvik               | Norwegia                  | 43,5 m 47,5 m             | 134,4                     |
| Klasa 3 (40 – 44)              | Kristof Gaspric     | Słowenia | 57,5 m 55,0 m  | 203,5 | Axel Dorn              | Niemcy                 | 49,5 m 47,0 m          | 160,6                  | Ingolf Kollner            | Niemcy                    | 49,0 m 49,0 m             | 148,7                     |
| Klasa 2 (35 – 39)              | Roland Pichler      | Austria  | 58,0 m 60,0 m  | 213,7 | Peter Bauer            | Niemcy                 | 56,5 m 60,0 m          | 209,1                  | Jens-Peter Reiner         | Niemcy                    | 52,5 m 54,0 m             | 186,6                     |
| Klasa 1 (30 – 34)              | Gido Windisch       | Niemcy   | 59,0 m 60,0 m  | 227,1 | Andreas Stranz         | Austria                | 60,0 m 58,5 m          | 221,4                  | Roland Göschl             | Niemcy                    | 221,1                     | 58,5 m 60,5 m             |
| Klasa 0 (29 i młodsi, kobiety) | Martin Peer         | Austria  | 60,0 m 60,5 m  | 224,7 | Alex Reinchard         | Austria                | 56,0 m 56,0 m          | 199,8                  | Sandra Kaiser**           | Austria                   | 55,5 m 52,0 m             | 190,0                     |
| K-90                           |                     |          |                |       |                        |                        |                        |                        |                           |                           |                           |                           |
| Klasa 6 (55 – 59)              | Sindre Helland      | Norwegia | 63,0 m, 67,0 m | 111,5 | Wystartował 1 zawodnik | Wystartował 1 zawodnik | Wystartował 1 zawodnik | Wystartował 1 zawodnik | Wystartował 1 zawodnik    | Wystartował 1 zawodnik    | Wystartował 1 zawodnik    | Wystartował 1 zawodnik    |
| Klasa 5 (50 – 54)              | Arne Jens Jorgensen | Norwegia | 75,0 m 79,0 m  | 160,0 | Sepp Hauser            | Niemcy                 | 69,0 m 71,0 m          | 101,0                  | Torbjörn Haugen           | Norwegia                  | 60,0 m 62,0 m             | 84,5                      |
| Klasa 4 (45 – 49)              | Alfred Groyer       | Austria  | 90,0 m 94,5 m  | 233,5 | Torry Ringhilen        | Norwegia               | 66,0 m 66,0 m          | 115,0                  | Tom Sandvik               | Norwegia                  | 64,0 m 61,5 m             | 93,0                      |
| Klasa 3 (40 – 44)              | Kristof Gaspric     | Słowenia | 88,0 m 90,0 m  | 215,5 | Knut Bjerke            | Norwegia               | 69,0 m 69,5 m          | 131,0                  | Ingolf Kollner            | Niemcy                    | 61,0 m 67,0 m             | 91,0                      |
| Klasa 2 (35 – 39)              | Peter Bauer         | Niemcy   | 85,0 m 85,5 m  | 200,5 | Roland Pichler         | Austria                | 83,5 m 86,0 m          | 198,5                  | Wystartowało 2 zawodników | Wystartowało 2 zawodników | Wystartowało 2 zawodników | Wystartowało 2 zawodników |
| Klasa 1 (30 – 34)              | Roland Göschl       | Niemcy   | 92,0 m 91,0 m  | 228,5 | Tobias Ostermann       | Niemcy                 | 87,0 m 85,0 m          | 212,5                  | Alexander Diess           | Austria                   | 88,0 m 85,5 m             | 210,5                     |
| Klasa 0 (29 i młodsi, kobiety) | Sandra Kaiser**     | Austria  | 79,0 m 75,5 m  | 164,0 | Daniel Baartz          | Niemcy                 | 76,5 m 64,0 m          | 132,0                  | Wystartowało 2 zawodników | Wystartowało 2 zawodników | Wystartowało 2 zawodników | Wystartowało 2 zawodników |

## Statystyka
| Miejsce | Kraj      | Złoto | Srebro | Brąz | Razem |
| ------- | --------- | ----- | ------ | ---- | ----- |
| 1.      | Austria   | 9     | 4      | 3    | 16    |
| 2.      | Norwegia  | 7     | 4      | 4    | 15    |
| 3.      | Niemcy    | 4     | 6      | 4    | 14    |
| 4.      | Słowenia  | 2     | 3      | 0    | 5     |
| 5.      | Australia | 0     | 1      | 0    | 1     |